# Калач (хутір)
Калач (рос. Калач) — хутір у Лискинському районі Воронезької області Російської Федерації.
Населення становить 295 осіб. Входить до складу муніципального утворення міське поселення місто Лиски.

## Історія
Населений пункт розташований у межах українського етнічного та культурного регіону Східної Слобожанщини. До Перших визвольних змагань належав до Воронезької губернії.
Від 1928 року належить до Лискинського району, спочатку в складі Центрально-Чорноземної області, а від 1934 року — Воронезької області.
Згідно із законом від 15 жовтня 2004 року входить до складу муніципального утворення міське поселення місто Лиски.

## Населення
| 2010 | 2016 |
| ---- | ---- |
| 302  | ↘295 |